# Lasarew-Institut für Orientalische Sprachen

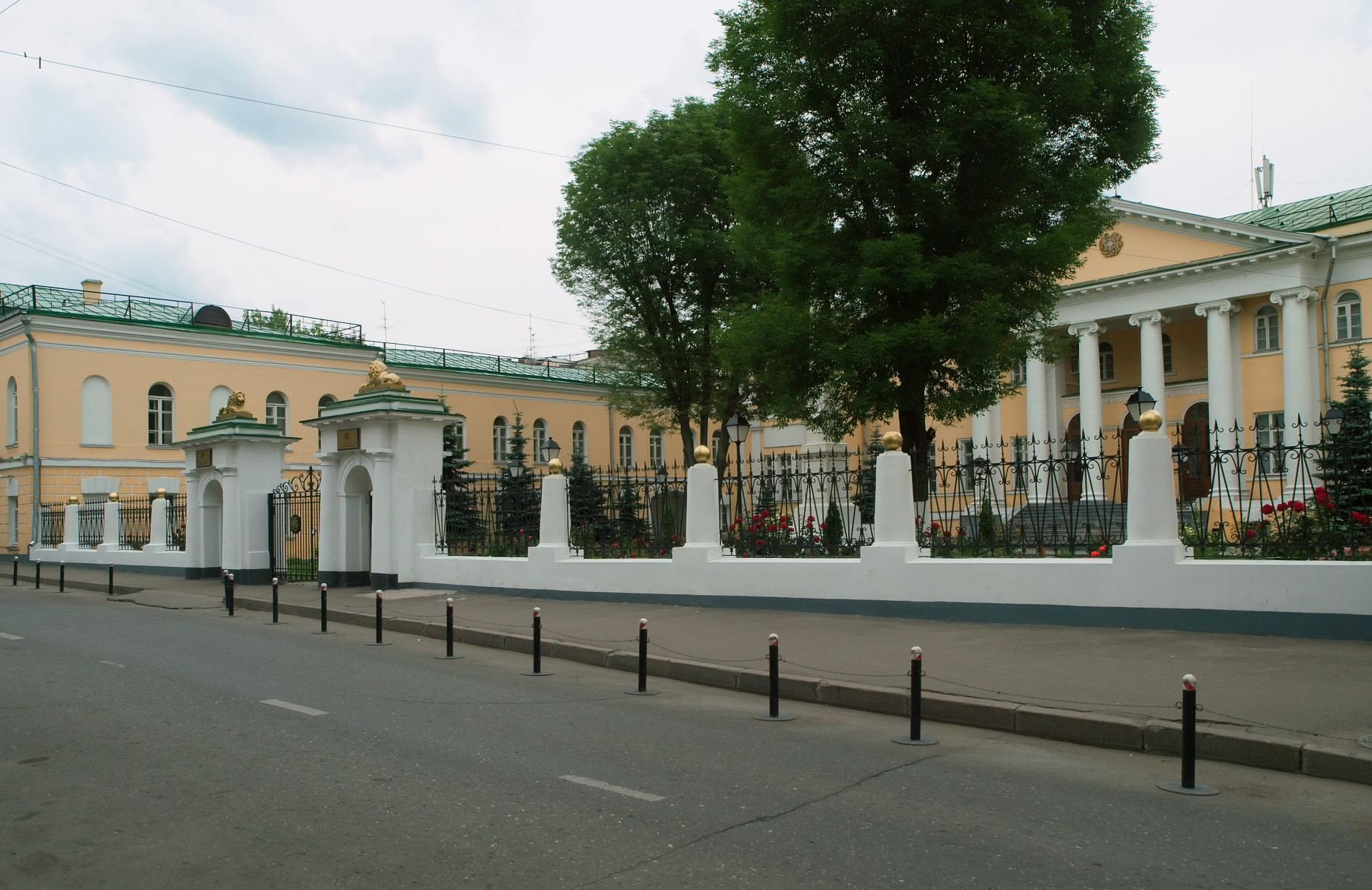
Ehemaliges Lasarew-Institut für Orientalische Studien

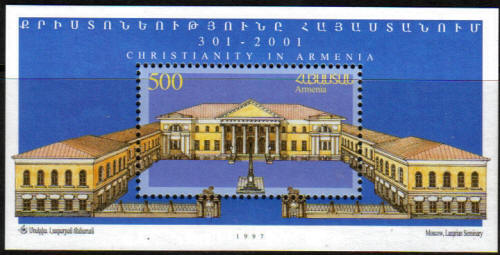
Botschaftsgebäude auf einer armenischen Briefmarke (1997).

Das Lasarew-Institut für Orientalische Sprachen Sprachen (russisch Лазаревский институт восточных языков / Lasarewski institut wostotschnych jasykow, wiss. Transliteration Lazarevskij institut vostočnych jazykov; armenisch: Լազարեան ճեմարան արեւելեան լեզուաց) war eine auf die kaukasischen Sprachen und die Kultur, insbesondere Armeniens, spezialisierte Bildungseinrichtung und ein kulturelles Zentrum der armenischen Diaspora in Russland. Das 1815 in Moskau von der Familie Lasarew (Lasarjan) gegründete Institut bildete bis zu seiner Schließung in den 1930er Jahren zahlreiche Spezialisten für den Transkaukasus aus. Es „diente in hervorragender Weise der kulturellen Vermittlung Rußlands zu Asien “. Von 1921 bis 1954 war es in das Moskauer Institut für Orientalistik integriert. Das Gebäude des Instituts beherbergt heute die Botschaft der Republik Armenien in der Russischen Föderation.